# Жданов, Владимир Викторович
Влади́мир Ви́кторович Жда́нов (25 мая (7 июня) 1911, Тамбов — 9 февраля 1981, Москва) — советский литературовед, критик.

## Биография
Родился в Тамбове в семье лесничего. По окончании средней школы в родном городе поступил на филологический факультет Московского педагогического института.
В 1932 году начал печататься. С 1933 года был сотрудником газет «Правда», «Комсомольская правда», журналов «Новый мир», «Литературное наследие». Работал также сотрудником журнала «Книга и пролетарская революция».
Более 30 лет проработал в государственном научном издательстве «Советская энциклопедия». Автор многочисленных статей во 2-м и 3-м изданиях «Большой советской энциклопедии», а также — один из инициаторов и создателей «Краткой литературной энциклопедии» (1962—1978) и первой персональной энциклопедии на русском языке — «Лермонтовской энциклопедии» (1981). Первая его публикация о творчестве М. Ю. Лермонтова появилась ещё в 1939 году.
Считался знатоком и пропагандистом русской литературы XIX века. Принимал участие в создании сборника «Поэты-петрашевцы». В серии «Жизнь замечательных людей» выходили книги Жданова «Н. А. Добролюбов» (1951, 1955, 1961), «Некрасов» (1971) и «Жизнь Некрасова» (1981). Он также автор очерка жизни и творчества Н. В. Гоголя (1953, 1959), книги «Поэты-петрашевцы» (5 изданий с 1940 по 1957). Его труды неоднократно переиздавались.
В 1960—1970-е годы часто бывал в Тамбове и выступал с лекциями перед студентами.
Умер 9 февраля 1981 года в Москве.

## Основные работы
- Героическая эпопея «Тарас Бульба» // «Литературный критик», 1938, № 4;
- Поэзия в кружке петрашевцев // Поэты-петрашевцы, Л., 1940 (3-е изд., 1957);
- Н. А. Добролюбов. Критико-биографический очерк. М., 1951 (3-е изд. М., 1961);
- Модернизация и произвол в освещении прошлого // «Новый мир», 1956, № 8 (совм. с Л. Денисовой);
- Добролюбов // История русской критики. Т. 2, М. — Л., 1958;
- Надо уважать факты // «Вопросы литературы», 1959, № 9;
- Обращаясь к Достоевскому. Заметки о фильме «Белые ночи» // «Искусство кино», 1960, № 5;
- Добролюбов глазами современников // Н. А. Добролюбов в воспоминаниях современников, Л., 1961[1].
- Некрасов. М., 1971 (ЖЗЛ).